# Teofil Socha
Teofil Socha (ur. 20 grudnia 1910 w Nowej Wsi Prudnickiej, zm. 8 października 1985 w Prudniku) – polski robotnik, technolog włókiennik, polityk komunistyczny. Poseł na Sejm PRL I kadencji.

## Życiorys
Był Ślązakiem. Pochodził z Nowej Wsi Prudnickiej na Górnym Śląsku w Cesarstwie Niemieckim. Miał ośmioro rodzeństwa, jego ojciec miał 3 ha ziemi w rodzinnej miejscowości. Ukończył 8 klas szkoły powszechnej. Został czeladnikiem piekarskim w Koźlu. W 1929 wstąpił do Komunistycznej Partii Niemiec. Zajął się kolportażem ulotek. Po dojściu nazistów do władzy w Niemczech Socha organizował pomoc dla więźniów obozów koncentracyjnych, prowadził przemyt wydawnictw konspiracyjnych z Czechosłowacji i zbierał wśród robotników pieniądze na pomoc dla Hiszpanii.
W 1935 został aresztowany przez Gestapo. Śledztwo w sprawie jego działalności odbyło się w Opolu, a rozprawa we Wrocławiu. Został skazany na dożywotne więzienie i osadzony w obozie Esterwegen. Po wybuchu II wojny światowej przeniesiono go do więzienia w Hanowerze, gdzie przebywał z Ernstem Thälmannem, a następnie do obozu Oranienburg.
Po II wojnie światowej zamieszkał w Prudniku. Pracował jako kierownik działu produkcji w tamtejszych Zakładach Przemysłu Bawełnianego „Frotex”. Został wyróżniony odznaką „Racjonalizator Produkcji”. Został członkiem PPR, a następnie PZPR. W 1952 został posłem na Sejm PRL z okręgu Prudnik. W 1954 został odznaczony Brązowym Krzyżem Zasługi. W 1961 został radnym Powiatowej Rady Narodowej w Prudniku z okręgu wyborczego nr 4.

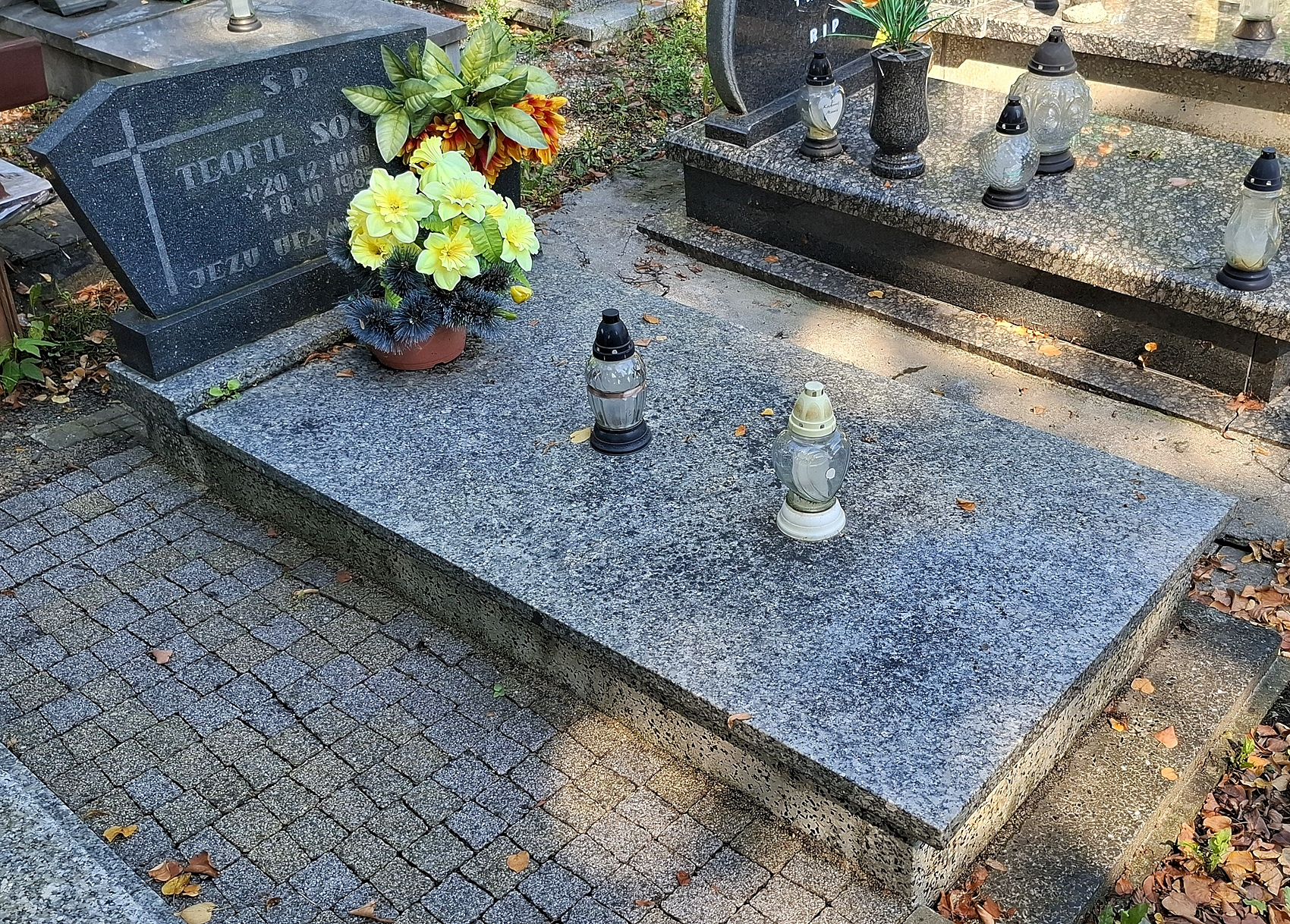
Grób Teofila Sochy w Prudniku

Został pochowany na cmentarzu komunalnym w Prudniku.